# Dendropsophus nahdereri
Dendropsophus nahdereri é uma espécie de anfíbio da família Hylidae.
É endémica do Brasil.
Os seus habitats naturais são: florestas subtropicais ou tropicais húmidas de baixa altitude, marismas de água doce, marismas intermitentes de água doce, jardins rurais, florestas secundárias altamente degradadas, lagoas e lagoas para aquicultura.